# Sorj Chalandon
Sorj Chalandon (Tunisi, 16 maggio 1952) è uno scrittore e giornalista francese.

## Biografia
Nato nel 1952 a Tunisi, ha iniziato nel 1973 a lavorare come giornalista per il quotidiano Libération e vi è rimasto per un trentennio seguendo importanti avvenimenti come il conflitto armato in Irlanda del Nord negli anni settanta-ottanta e il processo al criminale tedesco Klaus Barbie: reportage per i quali ha ottenuto il Prix Albert-Londres nel 1988.
Redattore del settimanale satirico Le Canard enchaîné, ha esordito nella narrativa nel 2005 con il romanzo Le Petit Bonzi al quale hanno fatto seguito al 2018 altre sette opere che gli hanno valso diversi riconoscimenti come il Prix Médicis nel 2006.
Con il suo sesto romanzo La quarta parete, ambientato durante la guerra civile in Libano, ha vinto il Prix Goncourt des lycéens nel 2013 e il Premio Letterario Internazionale Tiziano Terzani nel 2017

## Opere (parziale)

### Romanzi
- Le Petit Bonzi (2005)
- Une promesse (2006)
- Il mio traditore (Mon traître, 2008), Milano, Mondadori, 2009 traduzione di Giorgio Musso ISBN 978-88-04-59154-2.
- La Légende de nos pères (2009)
- Chiederò perdono ai sogni (Retour à Killybegs, 2011), Rovereto, Keller, 2014 traduzione di Silvia Turato ISBN 978-88-89767-66-5.
- La quarta parete (Le Quatrième Mur, 2013), Rovereto, Keller, 2016 traduzione di Silvia Turato ISBN 978-88-89767-99-3. - Nuova ed. Milano, Guanda, 2024 traduzione di Silvia Turato ISBN 978-88-235-3466-7.
- La professione del padre (Profession du père, 2015), Rovereto, Keller 2019 traduzione di Silvia Turato ISBN 978-88-999-1142-3.
- Il giorno prima (Le Jour d'avant, 2017), Rovereto, Keller 2021 traduzione di Silvia Turato ISBN 9791259520074.
- Una gioia feroce (Une joie féroce, 2019), Rovereto, Keller 2023 traduzione di Silvia Turato ISBN 9791259520456.
- Enfant de salaud (2021)
- La furia (L'Enragé, 2023), Milano, Guanda, 2024 traduzione di Silvia Turato ISBN 978-88-235-3440-7.

## Riconoscimenti
- Prix Médicis: 2006 per Une promesse
- Grand Prix du roman de l'Académie française: 2011 per Chiedeò perdono ai sogni
- Prix Goncourt des lycéens: 2013 per La quarta parete
- Premio Letterario Internazionale Tiziano Terzani: 2017 per La quarta parete
- Prix Eugène-Dabit du roman populiste: 2024 per La furia[6]